# Saint-Créac (Gers)
Saint-Créac település Franciaországban, Gers megyében. Lakosainak száma 87 fő (2022. január 1.). Saint-Créac Gramont, Marsac, L’Isle-Bouzon, Mauroux és Saint-Clar községekkel határos.

## Népesség
A település népessége az elmúlt években az alábbi módon változott:
| Lakosok száma | 135  | 135  | 114  | 102  | 104  | 91   | 83   | 80   | 83   | 87   |
|               | 1968 | 1982 | 1990 | 2006 | 2013 | 2015 | 2017 | 2019 | 2020 | 2022 |